# Hihyā
Hihyā (arabiska: ههيا) är en ort i Egypten.   Den ligger i guvernementet ash-Sharqiyya, i den norra delen av landet, 70 km norr om huvudstaden Kairo. Hihyā ligger 14 meter över havet och antalet invånare är 43 432.
Terrängen runt Hihyā är mycket platt. Runt Hihyā är det mycket tätbefolkat, med 1 692 invånare per kvadratkilometer. Närmaste större samhälle är Zagazig, 12,4 km sydväst om Hihyā. Trakten runt Hihyā består till största delen av jordbruksmark.